# White tree
「White tree」は、シドの19枚目のシングル。2014年12月10日にKi/oon Musicより発売された。

## 概要
シド初のクリスマスソング。
東京都・お台場の国内最大級の屋内型テーマパーク東京ジョイポリスでは、2014年11月20日から2015年2月15日まで「デジタリアルイルミネーション」とともにコラボ企画「SID White tree×JOYPOLIS」が開催された。

カップリングには本曲のピアノバージョンが収録されている。

## 収録内容
| 全作詞: マオ、全作曲: 御恵明希。 |                               |       |            |      |
| #                                | タイトル                      | 作詞  | 作曲・編曲 | 時間 |
| 1.                               | 「White tree」                | マオ  | 御恵明希   | 5:29 |
| 2.                               | 「White tree」(Piano Version) | マオ  | 御恵明希   | 5:34 |
| 3.                               | 「White tree」(Instrumental)  | マオ  | 御恵明希   | 5:29 |
| 合計時間:                        | 合計時間:                     | 16:33 |            |      |

## 楽曲解説
1. White tree
シドとしては初めて、メンバーが一切登場しないPVとなっている。PVはストーリー仕立てに展開されている。

## 期間限定生産盤
初回生産盤A
CD+絵本+クリスマスbox仕様+クリスマスカード+スペシャルオーナメント
初回生産盤B
CD+photobook

## 収録アルバム
- SID ALL SINGLES BEST（#1）